# Chen Jue
Chen Jue (chiń. 陈珏; ur. 23 marca 1988 w Nankinie) – chińska lekkoatletka, sprinterka.

## Osiągnięcia
- złoty medal Igrzysk azjatyckich (sztafeta 4 x 100 m, Doha 2006)
- w biegu 4 x 100 metrów zdobyła złoto na mistrzostwach Azji juniorów (Makau 2006)
- medalistka Chińskiej Olimpiady Narodowej

W 2008 znalazła się w składzie Chin na igrzyska olimpijskie w Pekinie. Była rezerwową w sztafecie 4 x 100 metrów, ostatecznie nie miała okazji wystąpić podczas tych zawodów.

## Rekordy życiowe
- bieg na 100 m - 11,50 (2007 & 2009)
- bieg na 200 m - 23,45 (2009)